# Magdeburk
Magdeburk (německy Magdeburg,  ˈmakdəˌbʊʁk, v češtině zastarale též Děvín – uvedeno ve slovníku Kašpara Vusína z r. 1700) je zemské hlavní město německé spolkové země Sasko-Anhaltsko a zároveň bývalé správní středisko jednoho z jejích tří zrušených vládních obvodů. První písemná zmínka o městě pochází z roku 805. Město leží na Labi a je druhým největším městem Saska-Anhaltska. Žije zde přibližně 240 tisíc obyvatel. Magdeburg je sídlem katolického biskupství i biskupství evangelické luterské provincie, dále jsou zde dvě vysoké školy, Univerzita Otta von Guericke a Hochschule Magdeburg-Stendal (FH).

## Dějiny

### Pravěk a starověk
Nejstarší nálezy pěstního klínu se datují do starší sálské doby ledové cca před 150 000 lety. Stopy po souvislém osídlení magdeburského okolí byl zdokumentovány od pozdní doby ledové (cca 15 000 př. n. l.). V období neolitické kultury s lineární keramikou okolo 5400 př. n. l. bylo území osídleno kmeny podunajských kultur. Úrodné nížiny v blízkosti lesů a vod skýtaly dobré podmínky a západní břeh Labe zase dobrou ochranu před povodněmi.

### Raný středověk

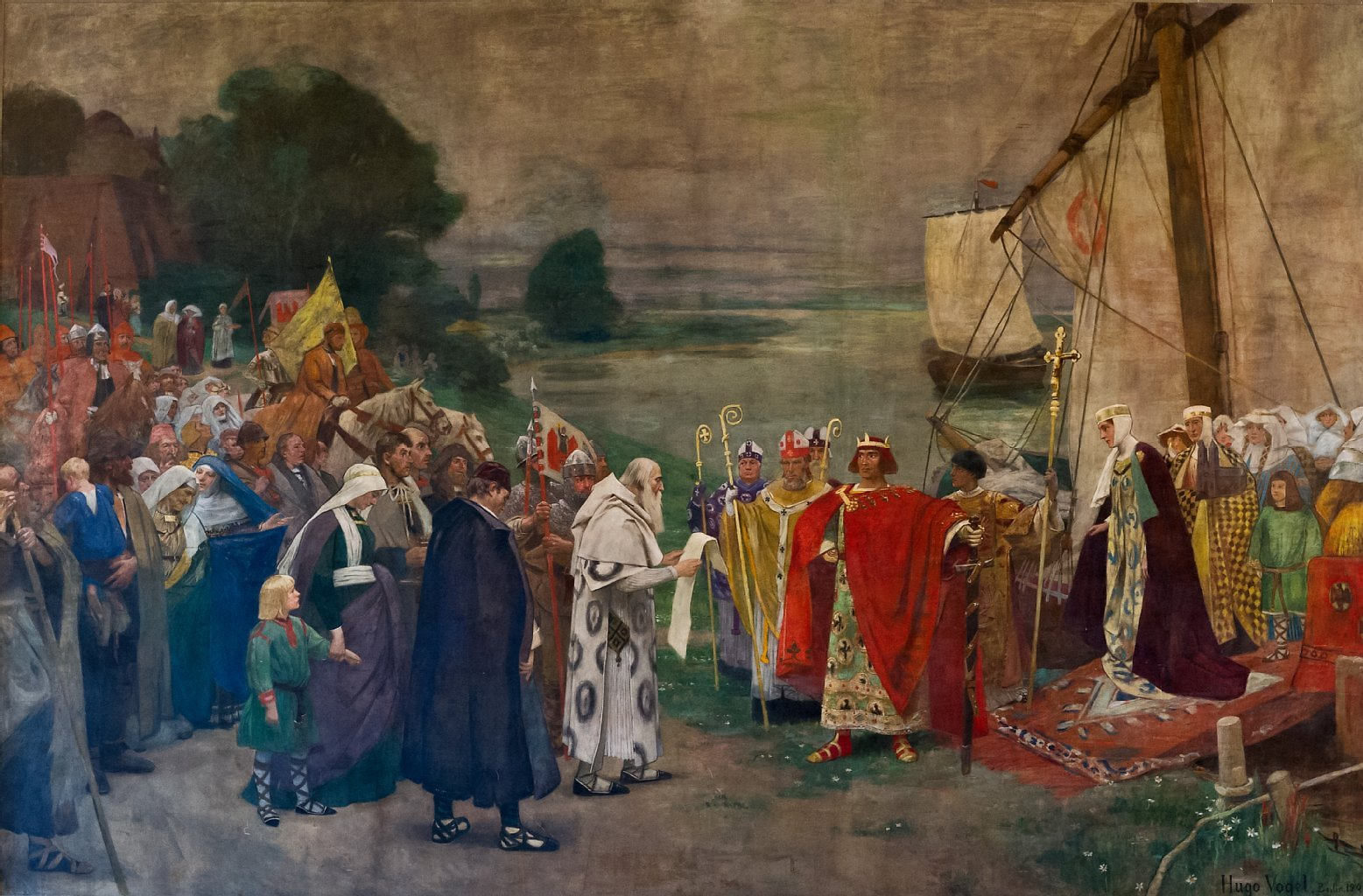
Ota I. Veliký a jeho choť Edita přistávají u Magdeburgu (Hugo Vogel 1898, Ständehaus Merseburg)

Magdeburg byl písemně poprvé zmíněn v roce 805 v diedenhofským kapitulárem Karla Velikého jako Magadoburg a za vlády císaře Oty I. císařské sídlo. Roku 919 nechal Jindřich I. Ptáčník Magdeburg opevnit proti Maďarům a Slovanům.
Nicméně současně s tím byl používán magdeburský brod přes Labe, neboť jen tak bylo možné vést obchod se Slovany usídlenými na východ od Labe.
Roku 929 vystrojil Jindřich I. svatbu svého syna Oty I. Velikého s Editou (též Editha, Eadgyth), dcerou anglického krále Eduarda Staršího. Při svatbě Ota a Edity dostali novomanželé město Magdeburg jako věno.
V roce 937 se konal Říšský sněm za účasti dvou arcibiskupů, osmi biskupů a nejvyšších sekulárních hodnostářů. Ve stejné době byl založen Mauritiuskloster (Moritzkloster) – klášter na počest sv. Mořice.
Roku 946 královna Editha zemřela a byla pohřbena v klášterním kostele, pozdějším magdeburském dómu. Ota se potom znovu oženil a vzal si Adelheid Burgundskou, jejíž činnost silně ovlivnila magdeburskou architekturu.
V roce 962 byl Ota Veliký a jeho druhá manželka Adelheid korunováni císařskou korunou Svaté říše římské.
V rámci Ravennského koncilu byl v roce 968 Magdeburg povýšen na arcibiskupství. Adalbert Magdeburský vysvětil Vojtěcha na českého biskupa. K arcibiskupství přináležela také biskupství braniborské, havelberské, Míšeňské (do roku 1399), dále biskupství merseburské, Poznaňské (téměř do roku 1000), a biskupství Zeitz-Naumburské a Lebuské (teprve od r. 1420).
V roce 973 zemřel císař Ota Veliký a byl pohřben vedle své první ženy Edity. Patentem z roku 995 císař Ota III. připojil Slezsko pod biskupství míšeňské a to pak podřídil arcibiskupství v Magdeburgu.

### Vrcholný středověk a biskupské město

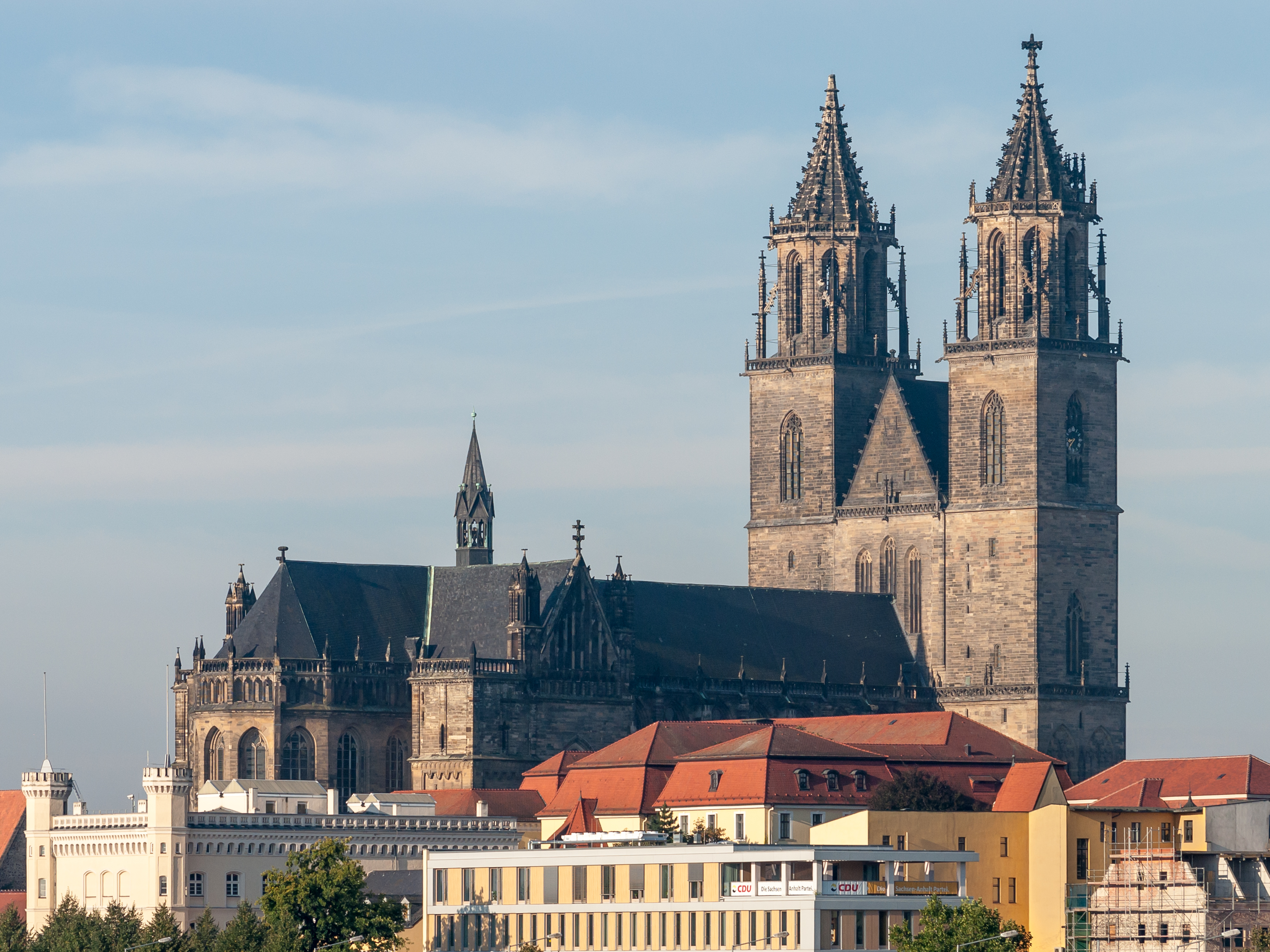
Magdeburský dóm

V roce 1035 Magdeburg získal tržní právo, v roce 1178 arcibiskup Wichmann ze Seeburgu uvedl zásady magdeburského práva, jež později převzala mnohá města v německu i v českých zemích. V roce 1295 se město stalo členem hanzy. Patřilo k hlavním obchodním střediskům Německa. Dokládá to například nález magdeburského stříbrňáku z 11. stol. z depotu mincí v Sanduru na Faerských ostrovech.
V roce 1126 se magdeburským arcibiskupem stal Norbert z Xantenu, jenž byl později prohlášen za svatého.
Ve 12. století se město vymanilo z vlády městského pána (Arcibiskupství magdeburského), ovšem nikdy nedosáhlo úplné svobody. Kolem roku 1430 došlo k vojenským střetům mezi městem a arcibiskupem, jež se mimo jiné pokusil ukončit samotný Basilejský koncil. Roku 1500 připadlo arcibiskupství pod správu
dolnosaského říšského okresu. Roku 1503 přeložil arcibiskup své sídlo do Halle a zavedením reformace v roce 1524 ještě více prohloubil rozpory mezi městem a arcibiskupským úřadem.

### Raný novověk

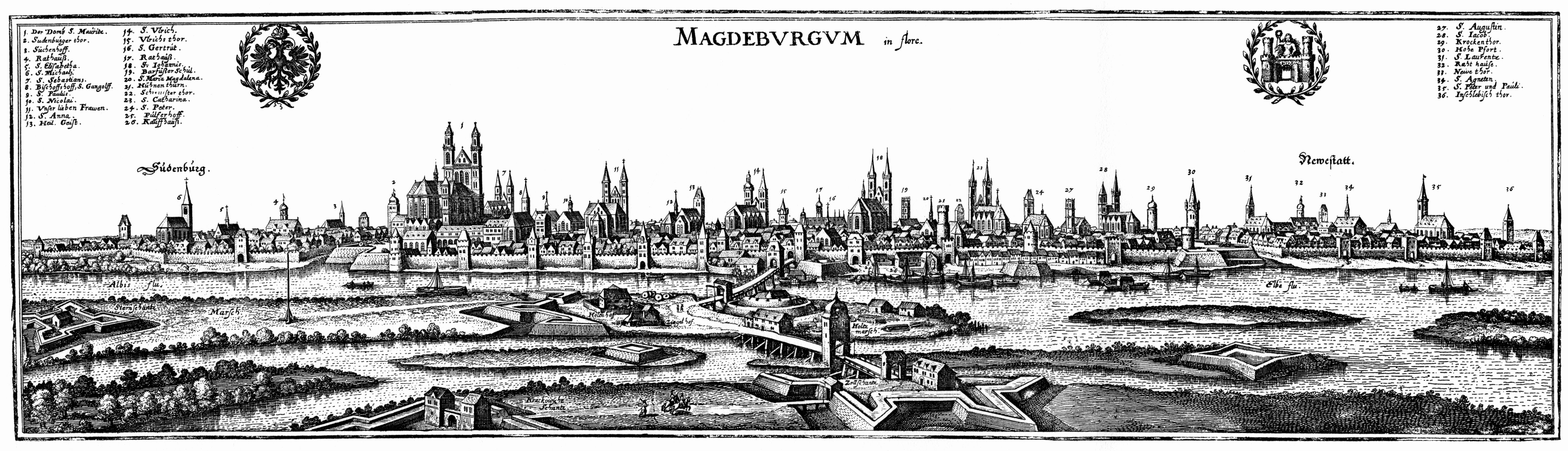
Magdeburg okolo roku 1640 (Merian)

Za třicetileté války po půlročním obléhání byl 10. května/20. května 1631 Magdeburg dobyt císařskými oddíly pod vedením vojevůdce katolické ligy Tillyho. Následovně bylo město vypleněno a vypáleno při tzv. „Magdeburské svatbě“. Tato událost se také smutně proslavila pod názvem Magdeburgizace. Při ní byla pobita či uhořela většina obyvatel. Město bylo zcela zničeno. S 20 000 (podle některých údajů až 30 000) mrtvých patří tyto hrůzy k největším samostatným masakrům Třicetileté války.
V roce 1635 bylo město a arcibiskupský úřad v důsledku pražského míru přenechány saskému princi Augustovi, jenž byl již v roce 1628 zvolen za administrátora. Při Vestfálském míru z roku 1648 bylo Arcibiskupství Magdeburg přislíbeno jako čekatelství Kurfiřtství Braniborskému, jež se však mělo naplnit teprve po smrti saského administrátora. V té době (1646–1681) byl starostou Magdeburgu Otto z Guericke. Ten byl zároveň fyzikem, vynálezcem pístové vzduchové pumpy a prováděl slavné výzkumy s vakuem s magdeburskými polokoulemi.
Roku 1680 po smrti Augusta přešlo Vévodství Magdeburg jako sekularizované arcibiskupství spolu s městem pod správu Braniborska.
Již po roce 1666 přidělil Kurfiřt braniborský městu 15 000 mužů a nechal znovuvybudovat opevnění zničené za 30leté války. V 18. století byla znovu vybudována pevnost. Za vlády Bedřicha II. zaujímala pevnost plochu 200 hektarů (ha), naproti tomu rozloha města činila jen 120 ha.

### 19. století

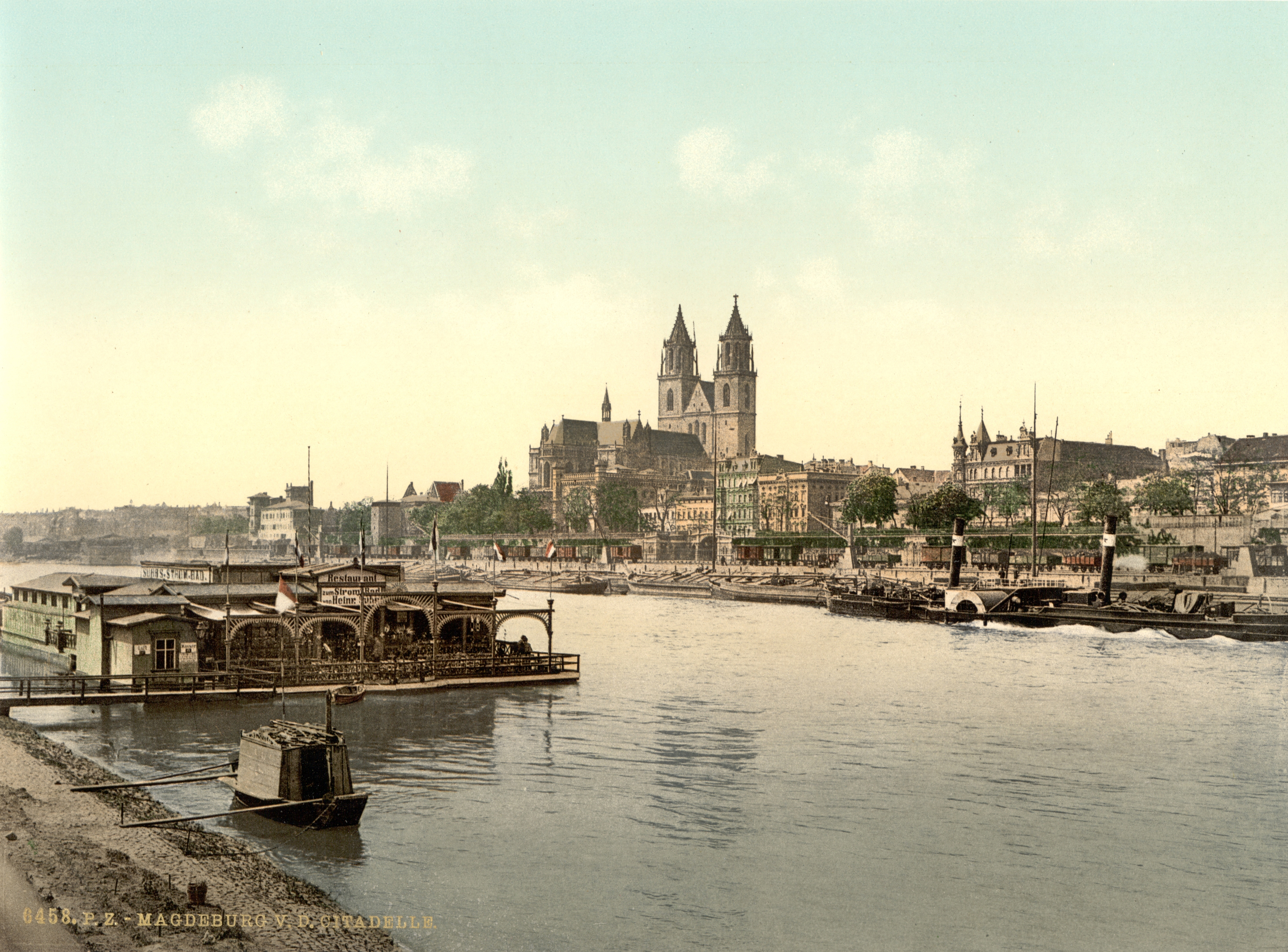
Magdeburg okolo roku 1900

V roce 1807 připadlo město dočasně k Vestfálskému království a stalo se sídlem Polabského départementu. Po napoleonských válkách připadl Magdeburg roku 1814 znovu Prusku a stal se v roce 1816 hlavním městem Provincie Sasko a zároveň sídlem Vládního okresu Magdeburg a okresu Magdeburg. Roku 1828 vznikl městský obvod Magdeburg a v roce 1887 byl zrušen okres Magdeburg. Magdeburské okolí poté patřilo do okresu Jerichov I (později Burg), Calbe, Wanzleben a Wolmirstedt, jež byly při pozdější okresové reformě roku 1993 zrušeny resp. sloučeny se sousedními okresy do větších správních jednotek.

### Druhá světová válka
Za 2. svět. války byla průmyslová výroba zachována jen díky práci nuceně nasazených pracovníků. Společnost Braunkohle-Benzin-AG (Brabag) jako největší dodavatel pohonných látek Wehrmachtu zřídil v roce 1944 šest vedlejších koncentračních táborů. Jeden z nich, „Koncentrační tábor Magda“, se nacházel v Magdeburgu-Rothensee. Ostatních pět se nacházelo na jiných místech v Sasku (Lužici) a dnešním Sasku-Anhaltsku. Mezi červnem 1944 a únorem 1945 tam pracovalo 2 172 Židů, z nichž asi 65 procent zemřelo.

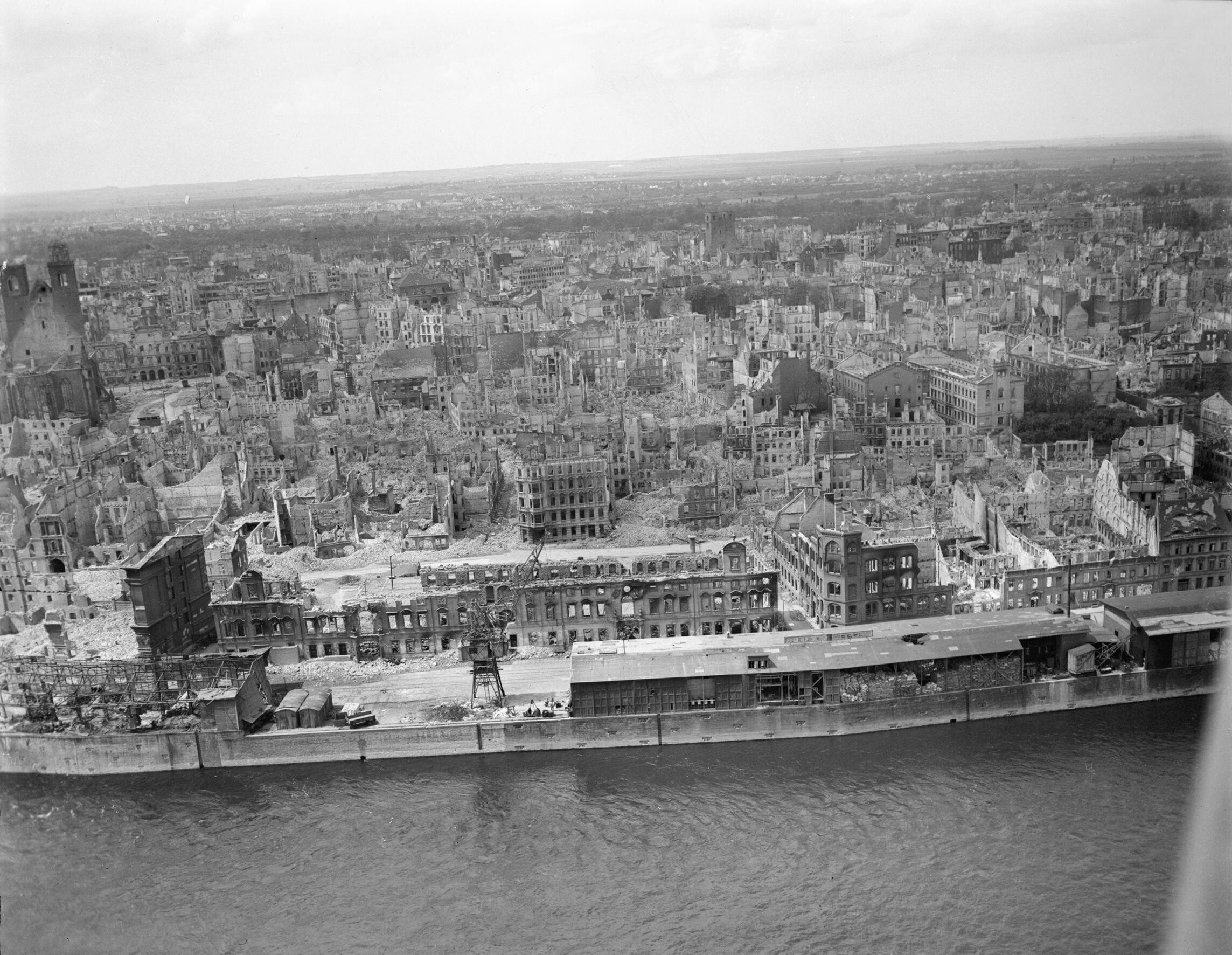
Magdeburg po náletech z let 1942–1945

Od roku 1943 do roku 1945 se nacházel vedlejší tábor při koncentračním táboru Buchenwald pro provoz ve firmě „Polte“ na magdeburské Liebknechtstraße. Přes 3 000, hlavně židů, z KT Riga-Kaiserwald, Osvětim, Stutthof a Ravensbrück, a ruští a polští zajatci, kteří zde museli vykonávat těžké práce, žili v barákovém táboře.
Od r. 1943 byl Magdeburg bombardován společnými nálety spojeneckých vojsk. Hlavními cíli byly průmyslové závody, jež patřily k vojenské zbrojní výrobě. Staré město bylo při náletech 16. ledna 1945 z cca 90 procent zničeno. Mimo jiné bylo zničeno 15 kostelů a čtvrť z grunderského období – stejně jako v Berlíně, Kamenici a Drážďanech – utrpělo obrovské škody. Tzv. „severní fronta“ byla téměř zcela zničena.

### NDR
Po válce byly z Innenstadtu a postižených čtvrtí odklizeny trosky (viz „Trümmerfrauen“). Z nedostatku peněz však byly z poškozených staveb zachráněny pouze nejcennější předměty, respektive byly zachráněny jen ty budovy, které byly nejméně poškozeny jako (Magdeburská katedrála, Klášter Naší Paní, radnice). Z „ruin“ mělo povstat nové město.

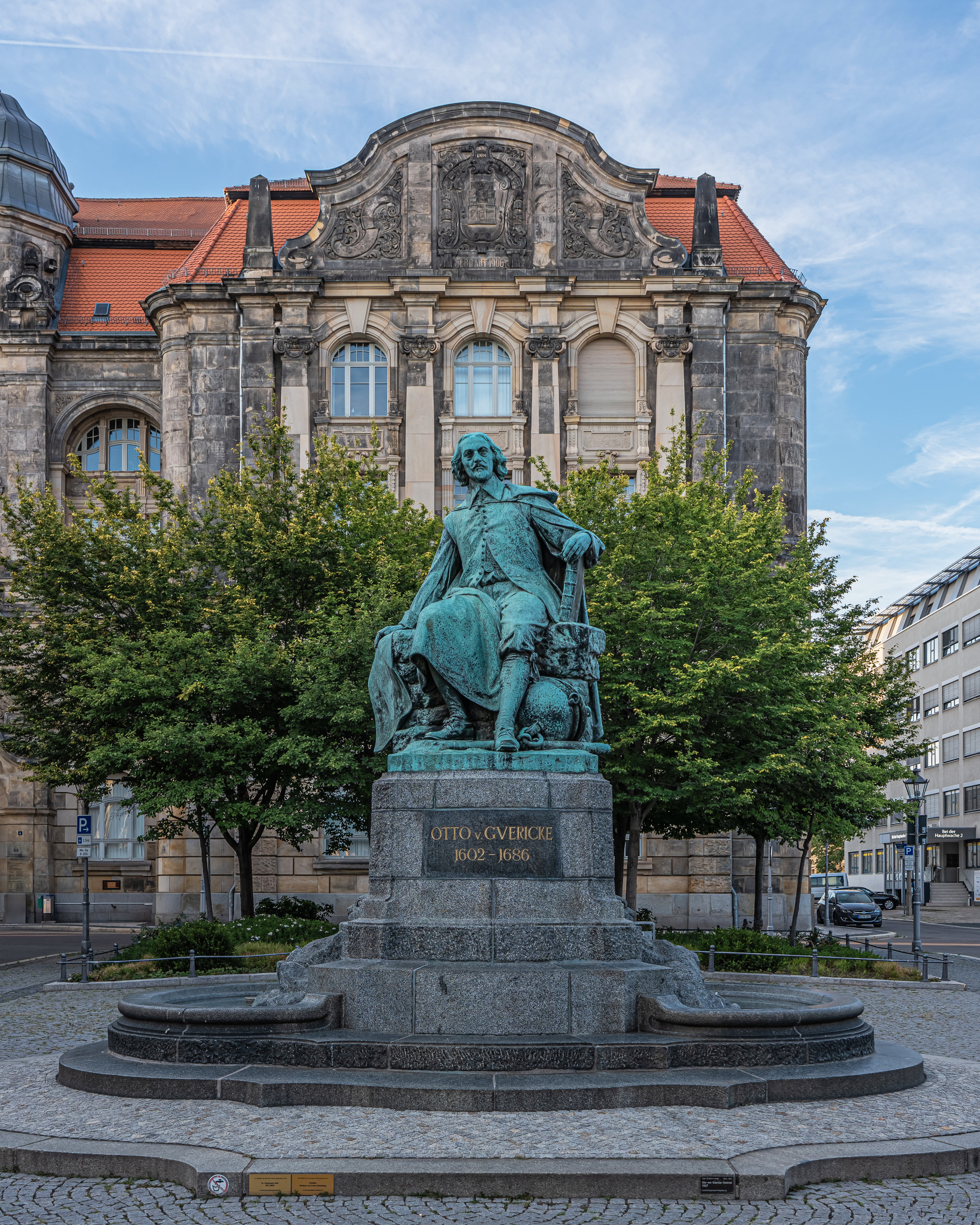
Pomník Otty z Guericku

Tak tvář dnešního středu města formují, místo barokních domů na magdeburském Breiter Weg z grunderských dob či množství secesních budov, množství paneláků a novodobých sídlišť, rozšířené o jednotlivé stavby v duchu národní tradice poválečné doby, jimž za vzor sloužila sovětská architektura stalinistického SSSR.
Od roku 1945 do roku 1953 přispívaly magdeburské velkozávody jako SAG-Betrieb k naplňování závazků vyplývajících z reparační povinnosti poraženého Německa.
Za časů NDR zůstal Magdeburg sídlem výroby těžkých strojů (např. SKET) a v roce 1952 se stal městským okresem, který byl opět v roce 1990 zrušen.

### Sjednocené Německo
Po znovusjednocení Německa vytvořily kraje Halle a Magdeburg střed spolkové země Sasko-Anhaltsko. Přitom byl určen Magdeburg těsným rozhodnutím prvního Zemského sněmu mezi Magdeburgem a Halle za nové zemské hlavní město. V letech 1992/94 se Magdeburg stal opět sídlem římskokatolického biskupa, přičemž magdeburské biskupství podléhá arcibiskupství v Paderbornu.
Magdeburg v letech 1990–2005 opustilo okolo 60 000 obyvatel, sklouzl z téměř 290 000 na 228 000. Zejména v panelových domech zůstala spousta uvolněných bytů. Urbanistické a architektonické projekty včetně rekonstrukce památkových objektů a ulic v prvním desetiletí 21. století výrazně pozvedly hodnotu města. 

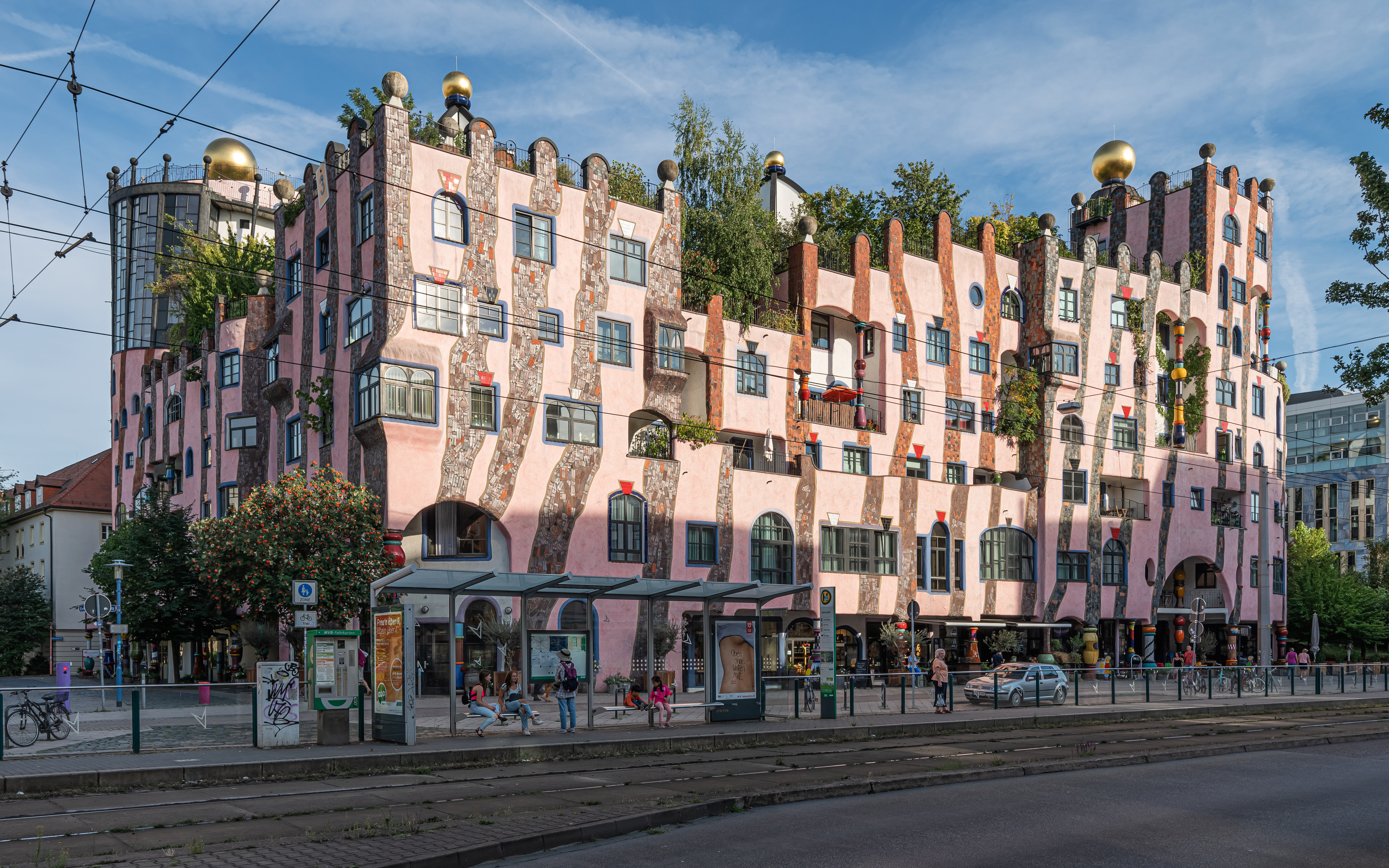
Magdeburská "Zelená citadela"

 Patřily k nim výstavba tunelu, mostu Sternbrücke, fotbalového stadionu, nové architektonické uspořádání Dómského a Univerzitního náměstí, sanace ulic Breite Weg (před druhou světovou válkou jedna z nejdelších nákupních tříd Evropy) a ulice Otto von Guericka, rekonstrukce divadla Freie Kammerspiele, nyní Schauspielhaus Magdeburg, novostavba Zelené citadely. Magdeburg má největší podíl čtverečních metrů maloobchodních nákupních ploch na obyvatele v Německu.
V letech 2001–2003 na Dómském náměstí archeologové odkryli základy otonské stavby prvního dómu z 10. století.
V roce 2002 obdrželo město zlatou medaili, a v letech 2003–2005 stříbrnou medaili v celoněmecké spolkové soutěži měst Naše město vzkvétá.

## Geografie
Město leží na řece Labi a na východním břehu kraje Magdeburger Börde (Region Elbe-Börde-Heide) na středním toku Labe asi 50 metrů nad hladinou moře na zemědělsky intenzivně obdělávaném území. Město se rozprostírá především na příkrém západním břehu toku na terénním schodu, který je tvořen skalami Domfelsenu. Tím je také jedním z mála měst Severoněmecké nížiny, které bylo založeno na skále. Částečně leží území města na do dálky roztaženém ostrově mezi „Proudem Labe“ a „Starým Labem“ stejně jako na rovinatém pravém břehu řeky. Vedlejší větší města jsou Wolfsburg cca 64 km severozápadně, partnerské město Brunšvik asi 75 km západně, Halle nad Sálou) asi 75 km na jih a Postupim asi 105 km na východ. Berlín leží 130 km východně.

### Podnebí

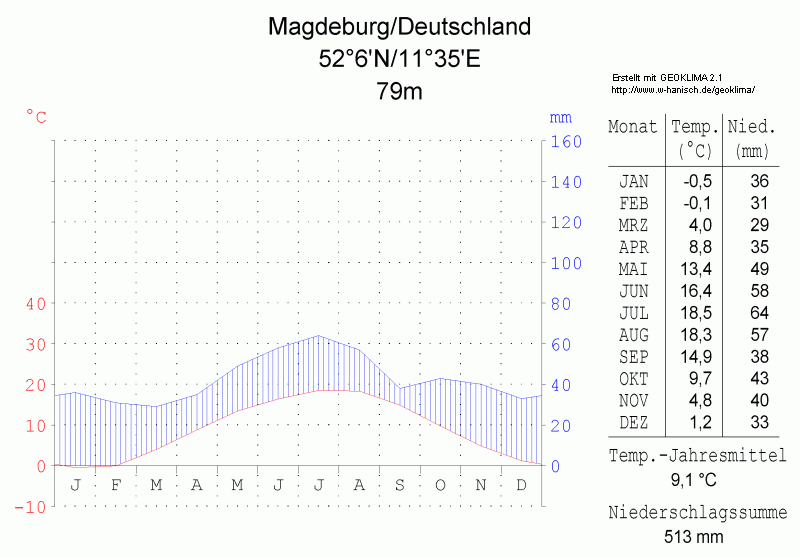
Klimadiagram – Magdeburg

## Administrativní členění
Magdeburg se skládá ze 40 městských čtvrtí. Některé čtvrtě zahrnují menší podcelky, které k nim byly připojené během průběhu dějin. Nejčastěji se jedná o nově vystavěná sídliště či obytné útvary, jejichž hranice jsou taktéž zcela nespecifikované. O těch se v následujícím přehledu za říká, že byly vsunuty za město.
- Alt Olvenstedt
- Alte Neustadt
- Altstadt
- Barleber See
- Berliner Chaussee
  - Friedensweiler
  - Hammelberg
  - Kleingrüneberg
  - Neugrüneberg
  - Puppendorf
- Beyendorfer Grund
- Beyendorf-Sohlen
- Brückfeld (dříve Friedrichstadt)
- Buckau
- Cracau
- Diesdorf
- Fermersleben
- Gewerbegebiet Nord
- Großer Silberberg
- Herrenkrug
- Hopfengarten
  - Lindenhof
- Industriehafen
- Kannenstieg
- Kreuzhorst
- Leipziger Straße
- Lemsdorf
- Neu Olvenstedt
- Neue Neustadt
- Neustädter Feld
  - Birkenweiler
- Neustädter See
  - Eichenweiler
- Nordwest ("Texas")
- Ottersleben
  - Groß Ottersleben
  - Klein Ottersleben
  - Benneckenbeck
  - Friedenshöhe (bývalý Georgshöhe)
  - Goethe-Siedlung (bývalý Elisengrund)
- Pechau
- Prester
  - Neu-Prester
- Randau-Calenberge
  - Randau
  - Calenberge
- Reform
  - Gartenstadt
  - Karl-Liebknecht-Siedlung (Buchstabensiedlung)
  - Planetensiedlung
- Rothensee
- Salbke
  - Lüttgen Salbke
  - Wolfsfelde
- Stadtfeld Ost (dříve Wilhelmstadt)
- Stadtfeld West (dříve Wilhelmstadt)
  - Lindenweiler
- Sudenburg
- Sülzegrund
- Werder
- Westerhüsen
- Zipkeleben

## Sousední obce
Následující obce a města hraničí s městem Magdeburg. Jsou jmenovány podle směru hodinových ručiček od severovýchodu:
- Zemský okres Jerichowsko (německy: Jerichower Land) - obce Möser Biederitz a Gommern
- Zemský okres Salzland (německy: Landkreis Salzland) - obce Schönebeck a Bördenland
- Zemský okres Börde (německy: Landkreis Börde) - obce Sülzetal, Wanzleben-Börde, Hohe Börde, Barleben a město Wolmirstedt

## Znak města
Znak města Magdeburgu zobrazuje červený dvouvěžatý pocínovaný hrad ve stříbrném poli s otevřenou zlatou branou, mezi věžemi vyrůstá zeleně oděná panna (něm. Magd), jež ve zdvižené pravici drží zelený věnec. Městské barvy je zeleno-červená. Jde o tzv. „mluvicí znak“, jeho heraldické figury panna a hrad (něm. Magd a Burg = Magdeburg), jež daly městu název Panenský hrad (původně zněl Magadeburg). Oba symboly se objevily již na městských pečetidlech ze 13. století, přičemž věnec, coby symbol nevinnosti, přibyl až později.

## Památky

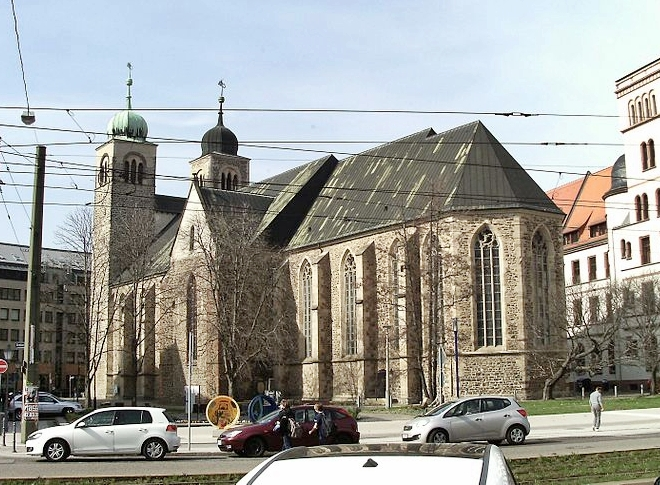
Kostel sv. Šebestiána

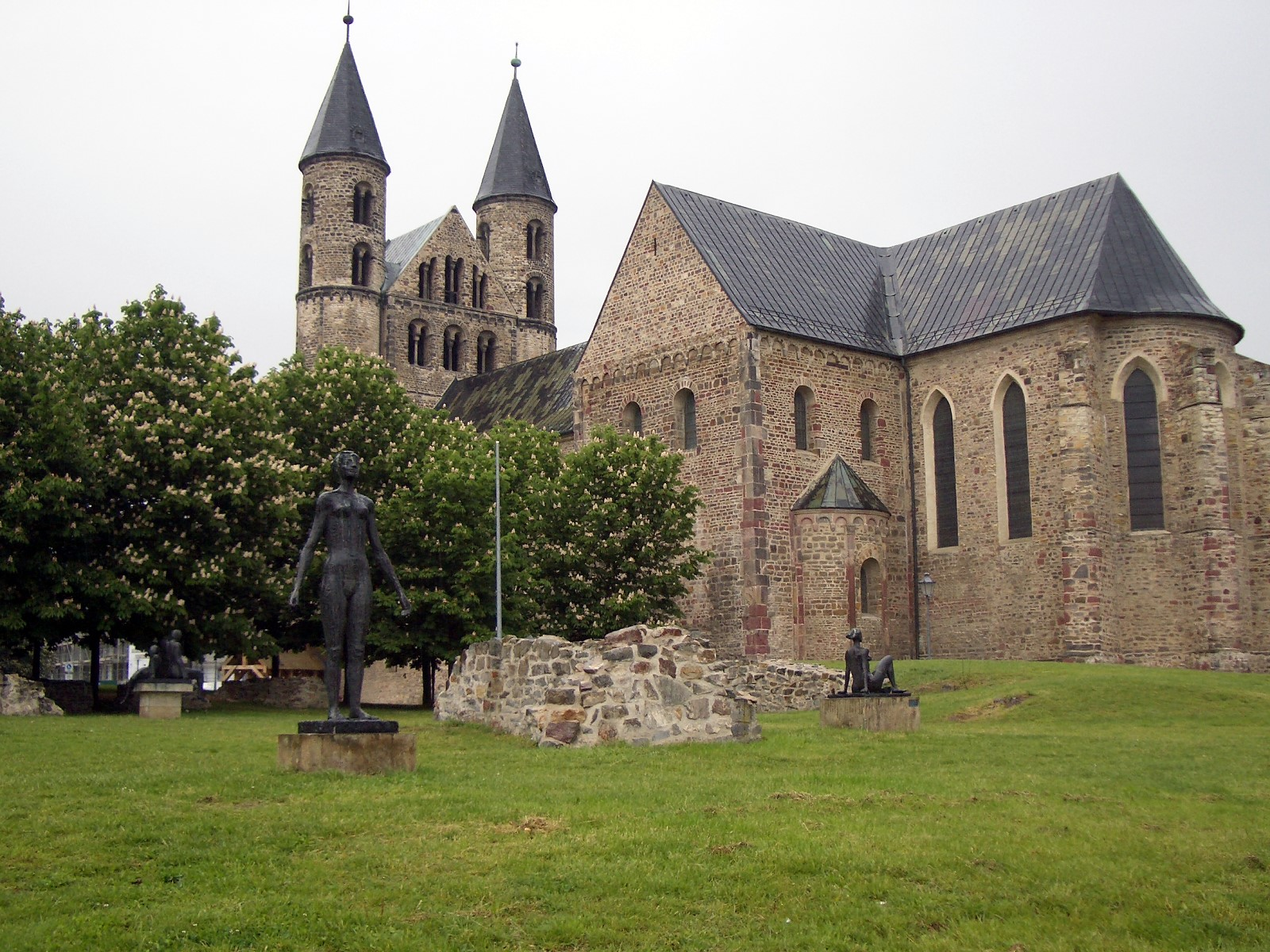
Klášterní kostel Panny Marie

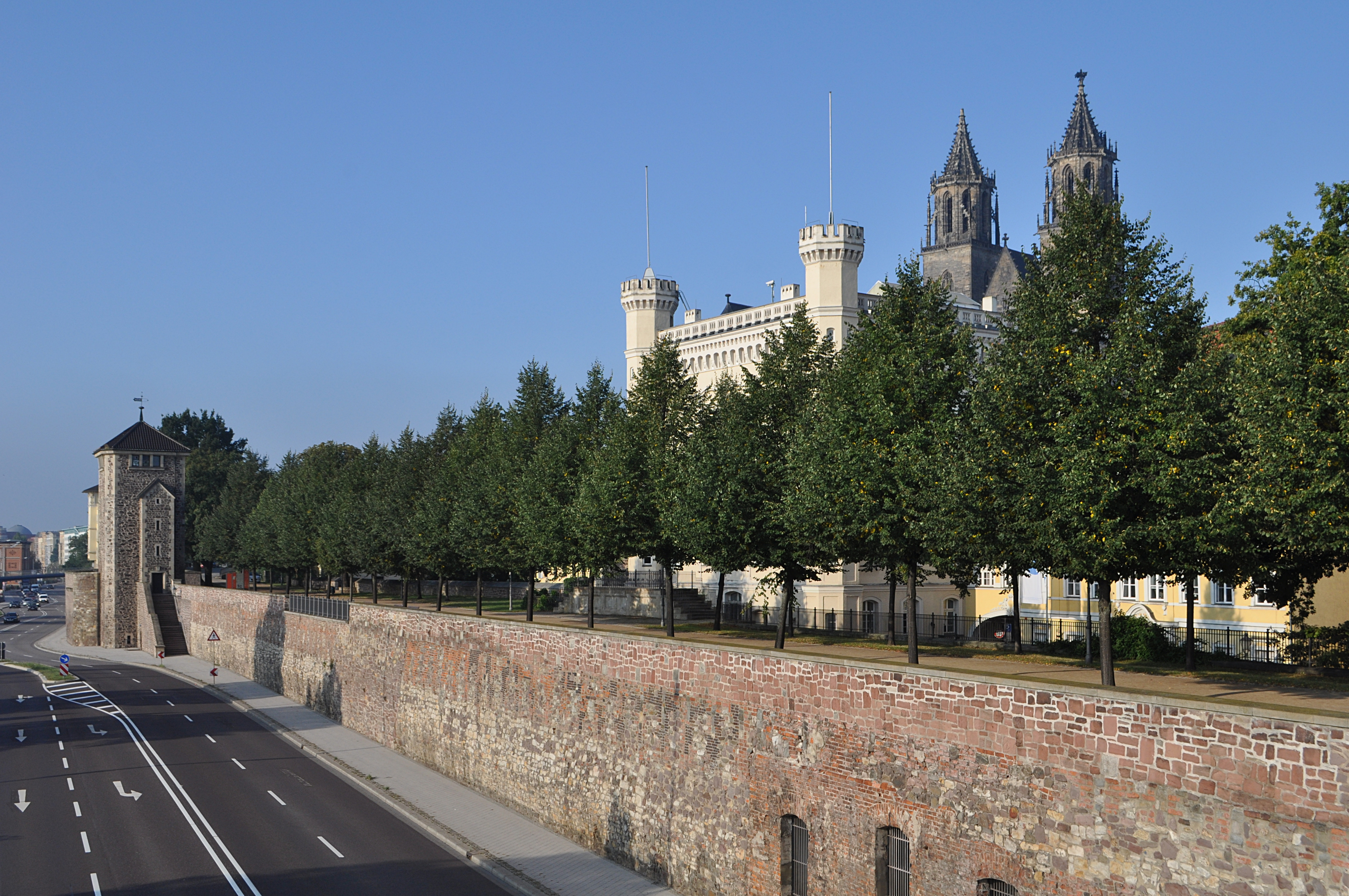
Hradby starého města, Fürstenwall

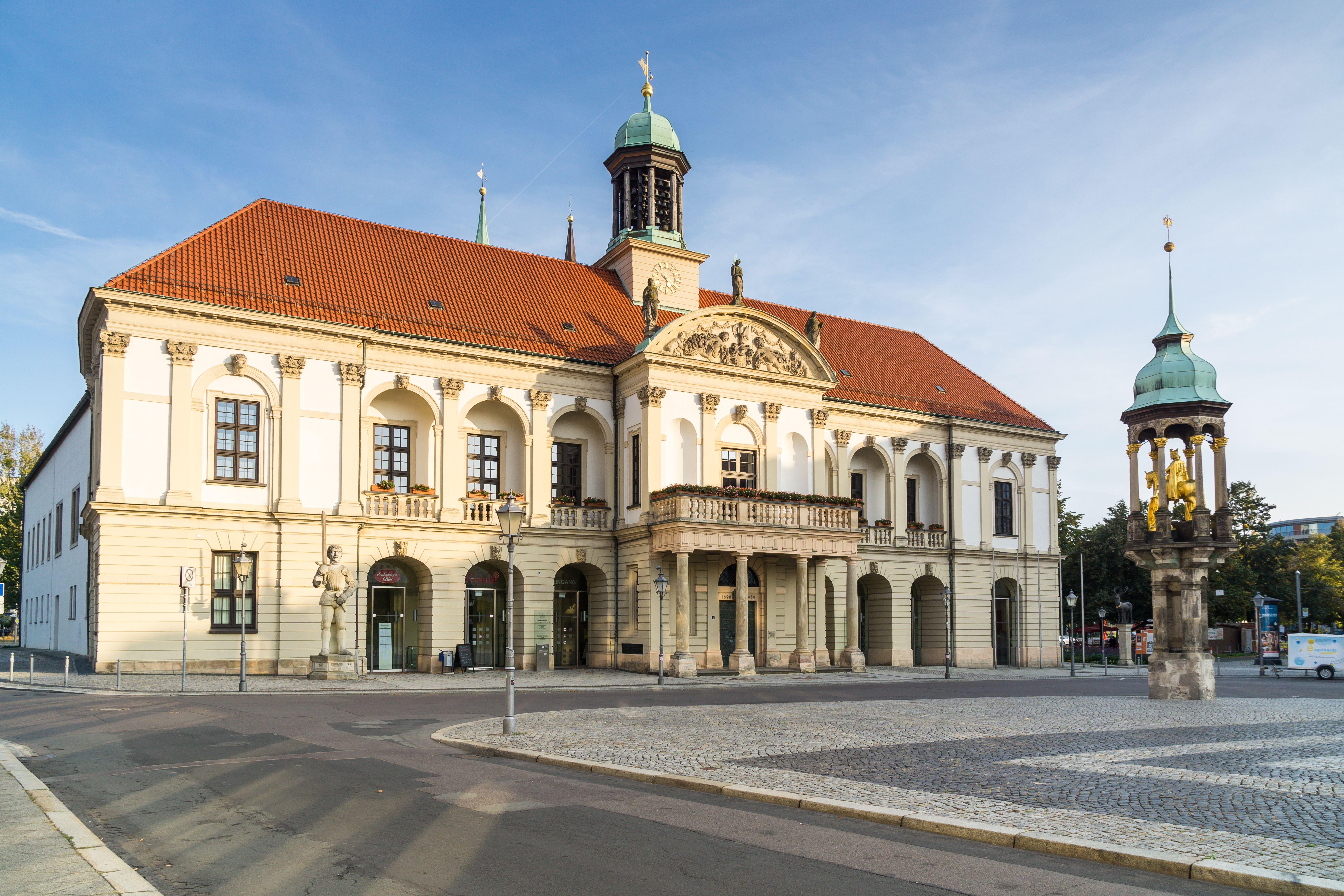
Radnice, Starý trh a kopie Magdeburského jezdce

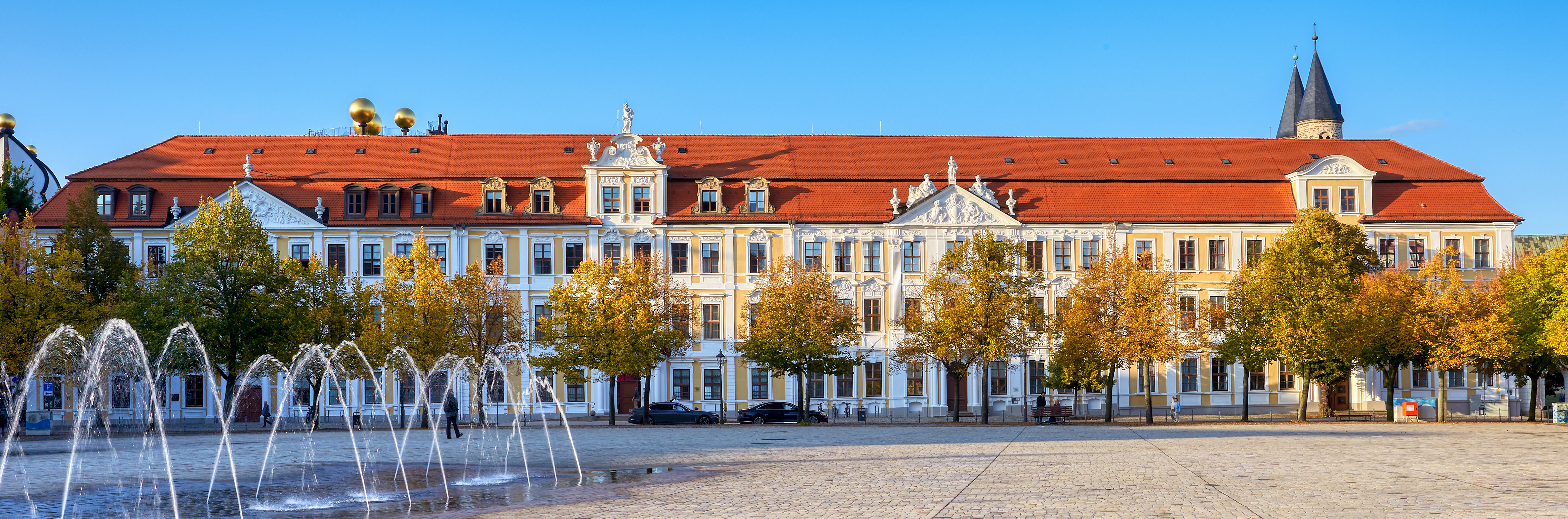
Parlament

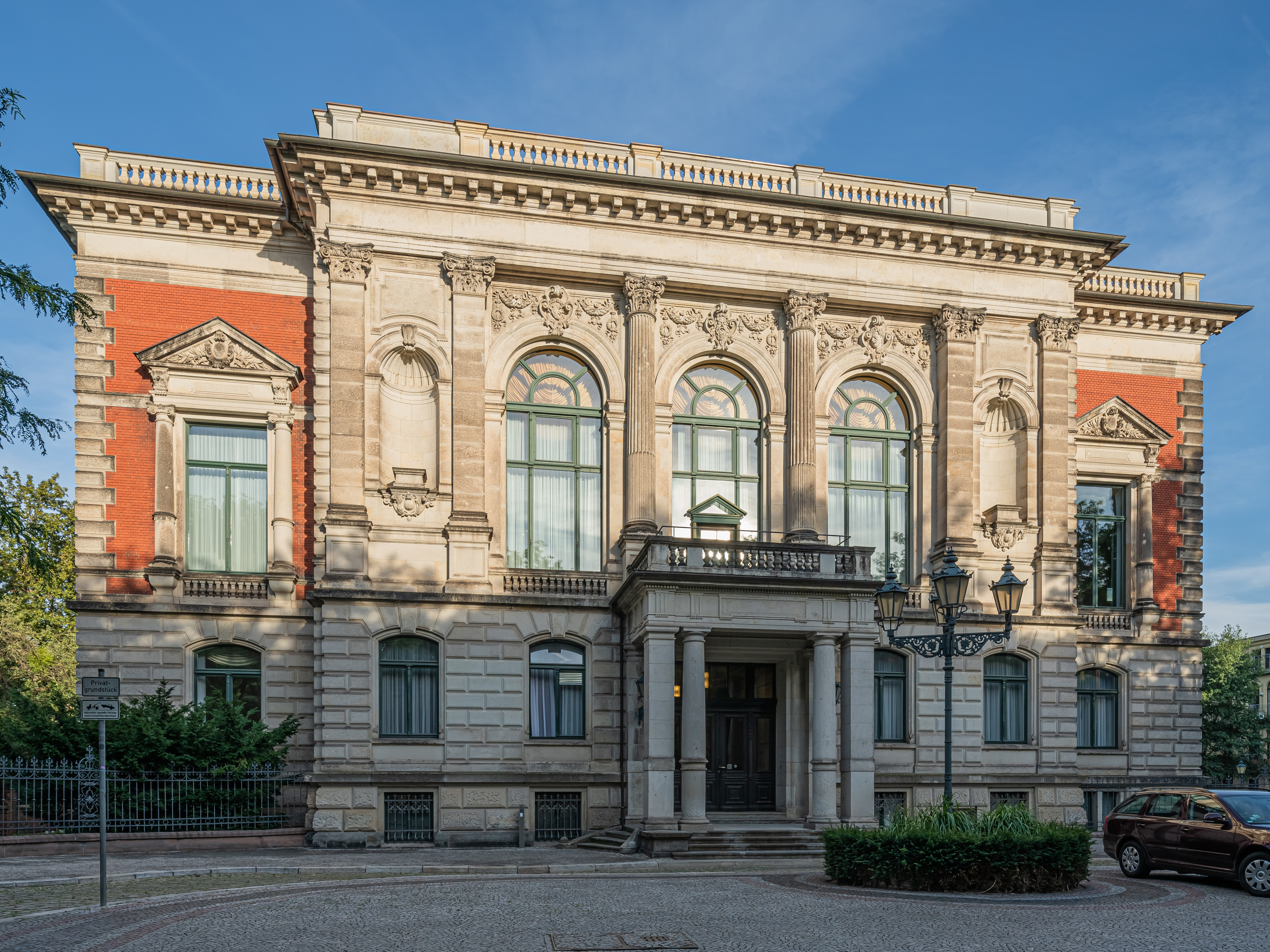
Palais am Fürstenwall, sídlo vlády Saska Anhaltska

- Magdeburský dóm – katedrála sv. Mořice a Kateřiny, při základech otonského chrámu z 10. století vybudována převážně gotická trojlodní chórová bazilika; nyní biskupský chrám saské evangelické církve
- Magdeburský jezdec, nejstarší jezdecký pomník severně od Alp, sousoší tvoří zakladatel města Oto I. na koni, mezi dvěma pěšími pannami, které symbolizují jeho lid; dílo anonymního sochaře rané gotiky z doby kolem 1240; originál v muzeu, 1. kopie v dómu, 2.novodobá pozlacená kopie ve věži u radnice
- Radnice – rokoková fasáda rekonstruovaná po roce 2000, stejně jako celé náměstí
- Kostel sv. Šebestiána, katolická katedrála románského založení
- Johanniskirche – kostel sv. Jana, založený v 11. století, gotická stavba po 2. světové válce zrekonstruována, slouží jako koncertní síň
- Unser Frauenkloster, Klášter Panny Marie s kostelem premonstrátek, románské stavby založené r. 1063
- Univerzitní kostel sv. Petra
- Kostel sv. Ambrože
- Městské hradby, Fürstenwall
- Palais am Fürstenwall, sídlo vlády Saska Anhaltska; novorenesanční palác z let 1889–1893, původně rezidence generálů, bydlel zde např.  Paul von Hindenburg
- Parlament Saska-Anhaltska, rokoková budova, z valné části rekonstruovaná po roce 2000
- Grüne Zitadelle (Zelená citadela), postmoderní obytná budova z let 2003–2005, navrhl Friedensreich Hundertwasser
- Kulturhistorisches Museum – sbírka archeologických, uměleckých a historických památek zemského významu, mj. originály gotických soch z dómu

### Náměstí a ulice
Nejznámějším náměstí v Magdeburgu je Hasselbachplatz, které spolu s Damaschkeplatz představuje centrální spojení pro místní dopravu. Zelenou oblastí v centru města je Ulrichplatz a je známé svou pozoruhodnou kašnou.
Za nejznámější magdeburskou ulici je považována Breite Weg, která byla kdysi jednou z nejdelších a nejkrásnějších barokních ulic v Evropě. Ulice spojuje náměstí Universitätsplatz i Hasselbachplatz a je pěší zónou v její severní části.
Leiterstrasse je nejmenší pěší zóna v Magdeburgu a kdysi důležitá obchodní ulice a byla jednou z nejstarších ve městě.

### Turistické atrakce
Magdeburg je součástí několika turistických tras. Městem prochází 1200 km dlouhá Labská cyklotrasa (D10). Na románské cestě lze navštívit středověké stavby.
Město se také nachází na vodní turistické trase Modrá stuha, která vede podél Labe a je součástí historických parků zahradní kultury.
Je zde botanická zahrada (skleníky Gruson) a zoologická zahrada o rozloze 16 hektarů s domovem cca 1400 zvířat.

## Kulinářské speciality
Mezi místní kulinářské speciality patří Bötel, což je vepřové koleno s kysaným zelím, hráškovým pyré a vařeným bramborem. Dále Hacktesstippe, omáčka tmavé barvy s míchaný mletým masem, které se konzumuje s brambory a Pottsuse, pomazánka z vepřového masa a sádla nebo Bollenwurst což je cibulově-játrová klobása.

## Slavní rodáci
- Mechthilda z Magdeburku (1207–1282), řeholnice a mystička
- Otto von Guericke (1602–1686), německý fyzik, vynálezce vývěvy[6]
- Georg Philipp Telemann (1681–1767), německý barokní hudební skladatel a varhaník[7]
- Adrian Dietrich Lothar von Trotha (1848–1920), německý velitel koloniálních vojsk[8]
- Georg Kaiser (1878–1945), německý spisovatel a dramatik[9]
- Christiane Nüssleinová-Volhardová (* 1942), německá bioložka, držitelka Nobelovy ceny za fyziologii nebo lékařství za rok 1995[10]
- Marcel Schmelzer (* 1988), bývalý německý fotbalový obránce a reprezentant[11]

## Partnerská města
- Braunschweig, Německo (1987) [12]
- Charbin, Čína (2008)
- Le Havre, Francie (2011)
- Nashville, Spojené státy americké (2003)
- Radom, Polsko (2008)
- Sarajevo, Bosna a Hercegovina (1977)
- Záporoží, Ukrajina (2008)
- Kirjat Mockin, Izrael (2024)